# Jón Þórðarson
Jón Þórðarson († nach 1397) ist einer der Verfasser der Flateyjarbók.

## Leben
Über seine Person ist kaum sicheres zu ermitteln. In der Regel wird er mit einem Priester dieses Namens identifiziert, der in einem Brief vom 2. April 1397 als Zeuge über den Kauf eines Grundstücks in Hrísum im Landkreis Þingeyjarsýsla genannt wird. Er ist wohl auch jener Jón Þórðarson, der am Anfang eines Urteils des 12-Männer-Gerichts vom 10. Juli 1384 in Víðitalstunga im Landkreis Vestur-Húnavatnssýsla als einer der zwölf Richter erwähnt ist. Das isländische Biographische Lexikon Íslenzkar Æviskrár teilt lediglich mit: † um 1400, Priester im Nordland 1386 Ratsherr in Reynistað, Verfasser des ersten Teils der Flateyjarbók. Das Kloster Reynistað liegt östlich von Víðitalstunga und hatte oft mit ihm gemeinschaftlichen Landbesitz. In den Annalen der Flateyjarbók heißt es zu 1394, dass Jón Þórðarson zusammen mit dem neuen Bischof in Skálholt Vilkin aus Norwegen zurückgekehrt sei, nachdem er dort sechs Jahre an der Kreuzkirche gewirkt habe. Im Diplamatarium Norwegicum befindet sich ein Hirtenbrief Bischof Jakobs von Bergen vom 11. März 1390, in dem am Ende Jón Þórðarson, Priester an der Kreuzkirche zu Bergen, aufgefordert wird, diesen Brief am Osterfest der Gemeinde zu verlesen. Aufgrund der damals engen Verbindungen zwischen Island und Norwegen muss der Einsatz eines isländischen Priesters an der Hauptkirche in Bergen nichts Ungewöhnliches sein. In Betracht kommt aber auch, dass die Lücke, die der Schwarze Tod in die Priesterschaft Bergens gerissen hatte, es erforderlich machte, Priester von außerhalb hinzuzuziehen. Des Weiteren gibt es ein Schreiben eines Priesters Jón Þórðarson vom 6. November 1383 an die Äbtissin Óddbjörg im Kloster Reynistað, in dem er ihr eine größere Summe verspricht.
Zusammenfassend kommt die heutige Forschung zu dem Schluss, dass Jón Priester war, 1385-1387 an der Flateyjarbók möglicherweise in Reynistaður oder Viðidalstunga schrieb, bis er nach Bergen reiste und deshalb die Arbeit an diesem Manuskript abbrechen musste, 1394 nach Island zurückkehrte und nach 1397 starb.
Der von ihm geschriebene Text zeichnet sich durch eine Besonderheit in der Orthographie aus: aus dem normalerweise zu erwartenden -at am Wortende wird bei ihm ein -ath, wenn das Wort am Zeilenende steht, so als ob er befürchtet habe, die Zeilen anders nicht randgenau den Kolumnen anpassen zu können.